# Johnny Buchanan
Johnny Christian Buchanan (nacido el 25 de julio de 1999) es un jugador de  fútbol americano estadounidense, en la posición de linebacker. Jugó fútbol americano universitario en Delaware.

## Primeros años de vida
Buchanan nació el 25 de julio de 1999. Su padre, John, jugaba fútbol en Rutgers, mientras que su primo Collin Olsen era running back en FIU; su tío abuelo, Joe Auer, jugó en la National Football League (NFL) para los Buffalo Bills, Miami Dolphins y Atlanta Falcons, anotando un touchdown en la primera jugada en la historia de los Dolphins.
Buchanan creció en Brick, Nueva Jersey, y jugó fútbol de primer año en Brick Township High School antes de transferirse a St. John Vianney High School. Fue un jugador bidireccional en St. John Vianney, vio tiempo como running back y linebacker, y fue considerado uno de sus jugadores más versátiles. Siguió la filosofía utilizada por el corredor All-American de East Carolina, Scott Harley, llamada «buscar y destruir»: «castigar [a los defensores] antes de que te castiguen a ti». Buchanan dijo: «Cuando jugaba como running back, algunas de las jugadas más divertidas eran hacer un movimiento rápido y recorrer 70 yardas sin ser tocado, pero algo sobre correr a través de la cara de alguien no tiene comparación, así que realmente tenía la misma mentalidad en ambos lados de la balón: hacer que mi oponente pague por llevar el balón o tratar de placarme». Estudió a jugadores como Ray Lewis, Brian Dawkins, Sean Taylor y Lawrence Taylor para mejorar su estilo de bateo.
Como junior en St. John Vianney en 2016, Buchanan totalizó 140 tacleadas, ubicándose octavo en el estado, cuatro capturas, dos balones sueltos forzados, dos recuperaciones y dos intercepciones mientras ayudaba a su escuela a llegar a las semifinales de los playoffs.   Además registró 433 yardas terrestres y 12 touchdowns totales en ofensiva, siendo nombrado primer equipo All-Shore, segundo equipo All-State, All-Division y Jugador Defensivo del Año de la conferencia.
Buchanan fue nombrado primer equipo senior All-State, All-Division, primer equipo All-Shore, All-Metro, Jugador Defensivo del Año de la conferencia y Jugador Defensivo Central del Año de Clase A. A la ofensiva, registró 1393 yardas en 152 intentos con 17 touchdowns, y a la defensiva registró 121 tacleadas, tres capturas y una intercepción. Mientras Buchanan estaba con St. John Vianney, compilaron un récord general de 31–3 y ganaron el campeonato de la conferencia cada año; fue dos veces capitán de su equipo y nombrado su Jugador Más Valioso.

## Carrera universitaria
Buchanan recibió varias ofertas para jugar fútbol americano universitario, incluso de los equipos de la FCS, Monmouth, Elon y Albany, pero se comprometió con Delaware después de recibir su oferta en su cumpleaños. Pasó su verdadero primer año, 2018, siendo tutelado por Troy Reeder y Charles Bell mientras era suplente. Apareció en diez juegos, ninguno de los cuales fue titular, y totalizó siete tacleadas y una intercepción. Después de que tanto Reeder como Bell se graduaron en 2019, Buchanan pudo ver más acción. Apareció en nueve juegos, comenzando cinco, e hizo 47 tacleadas, además de devolver una intercepción contra Stony Brook de 33 yardas para la única anotación de su carrera.
En la temporada 2020, jugada en la primavera de 2021 debido a la pandemia de COVID-19, Buchanan inició los ocho juegos y registró 42 tacleadas, ubicándose segundo en el equipo, con una captura, ayudándolos a clasificar para los playoffs. Hizo al menos tres tacleadas en cada juego y fue nombrado primer equipo de la Colonial Athletic Association (CAA) después de la temporada. Buchanan apareció en los 11 juegos de la temporada siguiente, comenzando ocho y liderando al equipo con 81 tacleadas, incluidas 5.5 por pérdida, además de un balón suelto forzado, un balón suelto recuperado y una sola intercepción. Después del año, fue seleccionado en el segundo equipo de todas las conferencias.
Tras el despido de Danny Rocco en 2022, Buchanan entró en el portal de fichajes de la NCAA, aunque luego decidió quedarse en Delaware. En lo que sería su última temporada en la escuela, totalizó 150 tacleadas, liderando todo el FCS, y fue nombrado primer equipo All-CAA, así como siete equipos All-America. También registró 1,5 capturas, 8,5 TFLs y un balón suelto forzado con uno recuperado, siendo finalista del premio Buck Buchanan al mejor jugador defensivo de la FCS. Buchanan registró en cinco juegos más de 15 tacleadas, incluido un récord del equipo que empató 23 tacleadas en su victoria sobre el oponente de la FBS, Navy, por lo que fue nombrado el jugador defensivo nacional de la semana.
Buchanan se declaró para el Draft de la NFL después de la temporada 2022, terminando su paso por Delaware con un total de 326 tacleadas, incluidas 16.5 por pérdida, 2.5 capturas, cuatro pases interrumpidos, tres intercepciones y dos balones sueltos forzados con dos balones sueltos recuperados.

## Carrera profesional
Buchanan asistió al pro day de Delaware, en el que registró un salto vertical de 40 pulgadas, una carrera de 40 yardas de 4.58 y 22 repeticiones de press de banca. Posteriormente, fue invitado a asistir a los pro days locales con los Philadelphia Eagles, los New York Giants y los New York Jets. Fue proyectado como una selección de última ronda en el Draft de la NFL de 2023 o como un agente libre prioritario no reclutado. Buchanan terminó sin ser seleccionado en el draft. Luego fue invitado al minicampamento de novatos de los Pittsburgh Steelers.
El 16 de junio de 2023, Buchanan fue seleccionado por los St. Louis Battlehawks en el Draft de la XFL.

### Citas
1. 1 2 3 4 5 6 7 8 9 10 11 12  «Johnny Buchanan». Delaware Fightin' Blue Hens.
2. ↑  Carney, Josh (17 de abril de 2023). «2023 NFL Draft Player Profiles: Delaware LB Johnny Buchanan». SteelersDepot.com (en inglés).
3. 1 2 3 4  Tresolini, Kevin (7 de agosto de 2019). «Next Man Up: Delaware's Buchanan is ready to fill the void left at linebacker». The News Journal (en inglés). p. C1, C3 – via Newspapers.com.
4. ↑  «Joe Auer Stats». Pro-Football-Reference.com (en inglés).
5. 1 2  Tesolini, Kevin (4 de noviembre de 2022). «UD football has nation's top tackler; can he stop nation's top rusher?». The News Journal (en inglés). p. B1, B7 – via Newspapers.com.
6. ↑  Rotolo, Chris (17 de noviembre de 2016). «SJV's Buchanan a heavy hitter». Asbury Park Press (en inglés). p. C1, C3 – via Newspapers.com.
7. 1 2 3  Melvin, Chris (22 de agosto de 2021). «These bruisers brought the boom». Asbury Park Press (en inglés). p. B5, B8 – via Newspapers.com.
8. 1 2  Rotolo, Chris (7 de septiembre de 2017). «Buchanan set to be a double threat». Asbury Park Press (en inglés). p. F16  – via Newspapers.com.
9. ↑  Williams, Carol (20 de diciembre de 2017). «SJV's Johnny Buchanan Headed to University of Delaware». Patch.com (en inglés).
10. 1 2  Falk, Steve (17 de diciembre de 2017). «All-Shore: Football: Defense». Asbury Park Press (en inglés). p. C11  – via Newspapers.com.
11. 1 2  «Johnny Buchanan Stats». The Football Database (en inglés).
12. ↑  «Knight, Buchanan TDs lift Delaware over Stony Brook 17-10». CBS Sports (en inglés). Associated Press. 16 de noviembre de 2019.
13. ↑  Tresolini, Kevin (21 de abril de 2021). «UD football places 7 on all-conference first team, including offensive player of the year». The News Journal (en inglés).
14. ↑  «Roundup: Delaware State University puts 17 football players on All-MEAC». Delaware State News (en inglés). 23 de noviembre de 2021.
15. 1 2 3 4  Quattro, Jackie (4 de abril de 2023). «Eagles news: Philadelphia invites Delaware linebacker to local pro day». FanSided (en inglés).
16. ↑  Nuanez, Colter (7 de enero de 2023). «Illinois State's Vandenburgh wins Stats Perform Buck Buchanan Award». Skyline Sports (en inglés).
17. ↑  Washburn, Rob (5 de septiembre de 2022). «Delaware's Buchanan Honored As FedEx Ground FCS National Defensive Player Of the Week» (en inglés). Colonial Athletic Association.
18. ↑  Walter, Andy (3 de septiembre de 2022). «Blue Hens give Carty a win over Navy in his debut as coach». Delaware State News.
19. ↑  Buchanan, Johnny [@J_Buchanan_1] (7 de diciembre de 2022). «All glory to God. Time to go get it.» (tuit) (en inglés) – via X/Twitter.
20. ↑  Erby, Glenn (1 de abril de 2023). «Report: Delaware linebacker Johnny Buchanan to participate in Eagles' local pro day». USA Today.
21. ↑  Alessandrini, Nick (23 de marzo de 2023). «9 participate in Delaware football Pro-Day». Milford LIVE (en inglés).
22. ↑  Fowler, Ryan (27 de marzo de 2023). «NFL Draft 2023: 13 Pro Day Standouts You Need To Know». The Draft Network (en inglés).
23. 1 2  Benton, Dan (2 de abril de 2023). «Delaware LB Johnny Buchanan will attend Giants' local pro day». USA Today (en inglés).
24. ↑  Reardon, Logan (29 de abril de 2023). «Full list of every pick from the 2023 NFL Draft». NBC Sports (en inglés).
25. ↑  Carney, Josh (10 de mayo de 2023). «Delaware LB Johnny Buchanan Invited To Steelers Rookie Minicamp». SteelersDepot.com (en inglés).
26. ↑  «St. Louis Battlehawks Select 10 Players in XFL Rookie Draft». OurSports Central (en inglés). 16 de junio de 2023. Consultado el 17 de junio de 2023.

- Datos: Q118047757